# NGC 6413
NGC 6413 est constitué de quatre d'étoiles situées dans la constellation d'Ophiuchus. L'astronome français Édouard Stephan a enregistré la position de ce groupe le 20 juillet 1870